# Grammatorcynus bilineatus
Grammatorcynus bilineatus (Eduard Rüppell, 1836) è un pesce osseo marino della famiglia Scombridae.

## Descrizione
Grammatorcynus bilineatus ha corpo allungato e leggermente compresso ai lati. La bocca è relativamente piccola, raggiunge il centro dell'occhio.  L'occhio è grande. La bocca è armata di denti sottili di forma conica. Le pinne dorsali sono due, separate da un breve spazio: la prima con raggi spinosi di altezza decrescente, la seconda breve e piccola. L'anale è simile alla seconda dorsale, in posizione leggermente più arretrata. Sul peduncolo caudale sono presenti da 6 a 7 pinnule e tre carene per lato, di cui la centrale più grande. Le pinne pettorali sono corte. Sono presenti due linee laterali, un che segue il profilo dorsale del corpo e l'altra che attraversa verticalmente il corpo all'altezza delle pinne pettorali e quindi decorre nella parte ventrale per unirsi all'altra sul peduncolo caudale. Il corpo è coperto interamente di piccole scaglie..
Il colore è blu scuro sul dorso e sulla parte argentea dei fianchi, bianco argenteo sul ventre, senza punti scuri. I giovanili hanno alcune macchie scure indistinte nella parte alta dei fianchi disposte su due file.
La taglia massima nota è di 100 cm, quella media è sui 50 cm. Il peso massimo noto è di 3,5 kg.

## Distribuzione e habitat
Questa specie è presente nell'Indo-Pacifico tropicale e subtropicale.
È un pesce pelagico costiero, comune soprattutto nei pressi delle barriere coralline in acque basse. Frequenta anche le cadute con alto fondale, ma sempre vicino alle scogliere coralline.

## Biologia
Forma densi banchi nei pressi delle barriere coralline.

### Alimentazione
È una specie carnivora, caccia soprattutto crostacei, clupeidi (Sardinella e Thrissocles), barracuda e pesci balestra.

## Riproduzione
Nelle acque delle isole Figi raggiunge la maturità sessuale a una lunghezza di 40–43 cm e si riproduce da ottobre a marzo.

## Pesca
Non è oggetto di pesca specifica se non localmente nelle Figi, nelle isole Andamane e, con la tecnica della traina, nel sud dell'Oceano Pacifico. È commestibile ma deve essere sfregato con succo di limone prima di essere cucinato altrimenti emette uno sgradevole odore di ammoniaca.

## Conservazione
Questa specie è classificata dalla IUCN come in pericolo minimo di estinzione. Sebbene la consistenza delle popolazioni della specie non sia nota con esattezza non pare soggetta a sovrapesca.